# Волобуєв Анатолій Іванович
Анатолій Іванович Волобуєв (нар. 16 червня 1953, Ворошиловськ, Луганська область, УРСР) — радянський футболіст та український тренер, виступав на позиції нападника. Заслужений тренер України. Заслужений працівник фізичної культури і спорту України. Обирався депутатом Луганської обласної ради. Працював віце-президентом і першим віце-президентом ПФЛ.

## Кар'єра гравця
Футболом розпочав займатися в 1964 році в Алчевську. Перший тренер — Микола Петрович Гарібов. З 1969 року залучався до тренувань з головною командою міста, а вже в наступному сезоні дебютував у матчах серед команд класу «Б» в «Комунарці». Надалі виступав за клуби: «Шахтар» (Кадіївка), «Горинь» (Рівне), «Колос» (Павлоград), «Мзіурі» (Галі), Грузія. У 1971 році в складі збірної Луганської області, будучи її капітаном, вигравав Кубок України «Надія». Кар'єру завершив у 30 років після травми меніска.

## Кар'єра тренера
Після завершення ігрової кар'єри в 1983 році почав працювати інструктором з фізичної культури і спорту в тресті «Комунарськбуд». Тренував дітей 4-ох вікових груп. У тому ж році на підприємстві була організована доросла футбольна команда «Будівельник». Через два роки ця команда почала виступати в другій лізі першості області. У 1988 році «будівельників» очолив Волобуєв. У 1989 році «Будівельник» перейшов під юрисдикцію Комунарського металургійного комбінату, і з ініціативи Волобуєва команду, котра об'єдналася з «Комунарцем», назвали «Сталь». У 1990 році ця команда завоювала право грати у другій лізі чемпіонату СРСР. Під керівництвом Волобуєва алчевська «Сталь» пройшла шлях від чемпіонату України серед команд колективів фізкультури і до виступу у вищій лізі чемпіонату України. У сезоні 2012/13 років Волобуєв був визнав найкращим тренером ПФЛ.
З 2007 по 2009 рік працював у луганській «Зорі». Був запрошений на посаду віце-президента зі спортивної роботи, але з часом змінив Олександра Косевича на посаді головного тренера.

## Політична діяльність
У 2010 році по мажоритарному округу № 2 (місто Алчевськ) був обраний до Луганської обласної ради. Працював у постійній комісії обласної ради з питань освіти, науки, культури, молоді та спорту.

## Освіта
У 1986 році закінчив Луганський педагогічний інститут. Кваліфікація — вчитель фізичної культури.

## Сім'я
Одружений. Дочка Марина.

## Нагороди
Нагороджений почесними званнями «Заслужений тренер України» та Заслужений працівник фізичної культури і спорту України, Почесною грамотою Верховної Ради України, медаллю «За працю й перемогу», найвищою нагородою ПФЛ — «Діамантовою відзнакою».